# Sigrid Horne-Rasmussen
Sigrid Horne-Rasmussen (* 22. September 1915 in Hellerup; † 24. April 1982 in Frederiksberg) war eine dänische Schauspielerin.

## Karriere
Sigrid Horne-Rasmussen besuchte zunächst eine Haushaltsschule in Kopenhagen. Ab 1934 absolvierte sie ihre Schauspielausbildung an der Staatlichen Schauspielschule in Kopenhagen. Anschließend war sie bis zum Jahr 1946 festes Ensemblemitglied am Königlichen Theater Kopenhagen. Sie stand im Laufe ihrer Karriere in zahlreichen Theaterstücken, Kabarett-Programmen und Varieté-Shows auf der Bühne, auch unter der Regie von Stig Lommer. Sie war als Darstellerin am Aarhus Teater, am Odense Teater, am Folketeatret und am Aalborg-Theater tätig.
Als Schauspielerin vor der Kamera wirkte Horne-Rasmussen von 1936 bis 1979 in rund 85 Film-und-Fernsehproduktionen mit. Zumeist spielte sie dabei Hauptrollen in dänischen Filmen und Fernsehserien.
1956 erhielt Horne-Rasmussen für ihre Rolle in Heute und alle Tage den Bodil in der Kategorie Beste Hauptdarstellerin.
Im Jahr 1979 zog sie sich aus dem Rampenlicht zurück.

## Privatleben
Sigrid Horne-Rasmussen war in erster Ehe von 1945 bis 1948 mit Haagen Hetsch (1903–1971), dem Redakteur und Pressesprecher des Königlichen Theater Kopenhagen, verheiratet. Aus der Ehe stammte ihr Sohn Peter (1946–2022).
In zweiter Ehe war sie von 1950 bis 1959 mit dem Schauspieler Dirch Passer verheiratet. Aus der Ehe stammt ihre Tochter Dorte (* 1951).
Ihr dritter Ehemann war ab 1960 für einige Jahre der Schauspieler Tony Rodian.
In vierter Ehe war sie von 1970 bis zu ihrem Tod mit dem Schuldirektor Peter Eisenhardt (1935–1990) verheiratet.
Sigrid Horne-Rasmussen starb am 24. April 1982 im Alter von 66 Jahren in Frederiksberg. Ihre Grabstätte befindet sich auf dem Bispebjerg-Kirkegard in Kopenhagen.

## Filmografie (Auswahl)
- 1949: Verflixte Rangen (De pokkers unger)
- 1955: Heute und alle Tage (Altid ballade)
- 1958: Junge Liebe – große Gefahren (Ung kærlighed)
- 1963: Blindgänger vom Dienst (Majorens oppasser)
- 1963: Das tosende Himmelbett (Pigen og pressefotografen)
- 1965: Die Flottenpflaume (Flådens friske fyre)
- 1965: 39 Seemänner und ein Mädchen (Een pige og 39 sømænd)
- 1966: Hunger (Sult)
- 1966: Zieh’ dich an, Komtesse (Pigen og greven)
- 1971: Mutti, Mutti, er hat doch gebohrt (Tandlæge på sengekanten)
- 1973: Das tosende Mädchenpensionat (I Jomfruens Tegn)